# Eerste melkmolaar
De eerste melkmolaar bevindt zich in het melkgebit, direct achter de melkhoektand. In totaal zijn er vier eerste melkmolaren, twee in elke kaak, één per kwadrant. Qua kenmerken en functie lijken de melkmolaren op de molaren in een volwassen gebit. Ze zijn erop gebouwd om voedsel te vermalen, en daarom op vroege leeftijd nog niet onmisbaar. Achter de eerste melkmolaar staat de tweede melkmolaar.

## Ontwikkeling
De melkmolaren worden vaak als een van de laatste zichtbaar in de kindermond, maar de eerste melkmolaar komt meestal toch nog vóór de melkhoektand en tweede melkmolaren. In het 10 à 13e levensjaar worden zij gewisseld voor de premolaren. Alle melktanden zijn dan uit het gebit verdwenen. Pas na het 10 à 13e levensjaar komen de molaren in het gebit.

## Internationale tandnummering
Om onduidelijkheid te voorkomen heeft elke tand in het menselijke gebit door de internationale tandnummering een nummer, gebaseerd op het kwadrant en de precieze plaats vanaf het midden. Hieronder zijn de nummers van de eerste melkmolaren in een melkgebit gegeven.
- Rechtsboven: 54
- Linksboven: 64
- Linksonder: 74
- Rechtsonder: 84

Het systeem dat hier wordt aangehouden, wijkt veel af van de nummering van het volwassen gebit. Daarin staat de eenheid 4 namelijk voor de premolaren, maar deze tanden ontbreken geheel in het melkgebit. Omdat hierover makkelijk verwarring kan ontstaan, worden de eerste melkmolaren ook dikwijls aangegeven met IV (het romeinse cijfer 4).